# Cyathea corallifera
Cyathea corallifera är en ormbunkeart som beskrevs av Sod. Cyathea corallifera ingår i släktet Cyathea och familjen Cyatheaceae. Inga underarter finns listade.